# Детское Евровидение — 2025
Конкурс песни «Детское Евровидение — 2025» (англ. Junior Eurovision Song Contest 2025, груз. 2025 წლის საბავშვო ევროვიზიის სიმღერის კონკურსი) — предстоящий 23-й конкурс песни «Детское Евровидение», который состоится 13 декабря 2025 года в Тбилиси (Грузия), после победы Андриа Путкарадзе на конкурсе 2024 года, проходившем в Мадриде, Испания. Организацией конкурса будут заниматься Европейский вещательный союз (ЕВС) и принимающая конкурс вещательная компания GPB.

## Место проведения
В отличие от конкурса песни «Евровидение», страна-победительница «Детского Евровидения» не имеет автоматических прав на проведение следующего конкурса. В 2014—2017 годах страна-победительница могла провести конкурс или отказаться от его проведения — например, в 2015 году Италия отказалась проводить конкурс, дав возможность Болгарии провести его. 15 октября 2017 года Европейский вещательный союз (ЕВС) объявил о продлении этой системы, заявив, что она поможет предоставить организаторам больше времени для подготовки.
16 ноября 2024 года, после победы Андриа Путкарадзе на конкурсе 2024 года, грузинский телевещатель GPB заявил, что Грузия готова принять у себя «Детское Евровидение — 2025».
4 апреля 2025 года нидерландский телевещатель AVROTROS в первом выпуске прослушиваний национального отбора «Junior Songfestival 2025» упомянул, что конкурс состоится в Грузии. 9 апреля 2025 года Государственное агентство закупок Грузии опубликовало документы, в которых говорится, что правительство Грузии, Европейский вещательный союз и грузинский телевещатель GPB совместно договорились о проведении конкурса в Тбилиси 13 декабря 2025 года, что 13 мая 2025 года официально было подтверждено Европейским вещательным союзом и грузинским телевещателем GPB. В тот же день было объявлено место проведения конкурса — Олимпийский дворец, где также проходил конкурс 2017 года.

## Участники
По состоянию на 19 августа 2025 года, 18 стран подтвердили участие в конкурсе. Азербайджан, Хорватия и Черногория вернутся на конкурс после 3-летнего, 10-летнего и 9-летнего отсутствия соответственно, в то время как Германия и Эстония решили отказаться от участия.
| Страна                  | Исполнитель                       | Песня                             | Перевод                           | Язык                              |
| ----------------------- | --------------------------------- | --------------------------------- | --------------------------------- | --------------------------------- |
| Азербайджан             |                                   |                                   |                                   |                                   |
| Албания                 | Крони Пула                        | «Fruta Perime»                    | «Фрукты и овощи»                  | Албанский                         |
| Армения                 |                                   |                                   |                                   |                                   |
| Грузия (страна-хозяйка) |                                   |                                   |                                   |                                   |
| Ирландия                | Определится 26 октября 2025 года  |                                   |                                   |                                   |
| Испания                 | Гонсало Пинийос                   |                                   |                                   |                                   |
| Италия                  | Определится в сентябре 2025 года  | Определится в сентябре 2025 года  | Определится в сентябре 2025 года  | Определится в сентябре 2025 года  |
| Кипр                    |                                   |                                   |                                   |                                   |
| Мальта                  |                                   |                                   |                                   |                                   |
| Нидерланды              | Определится 20 сентября 2025 года | Определится 20 сентября 2025 года | Определится 20 сентября 2025 года | Определится 20 сентября 2025 года |
| Польша                  | Марианна Клось                    |                                   |                                   |                                   |
| Португалия              | Инеш Гонсалвеш                    |                                   |                                   |                                   |
| Сан-Марино              | Определится в сентябре 2025 года  |                                   |                                   |                                   |
| Северная Македония      | Нела Манческа                     |                                   |                                   |                                   |
| Украина                 | Определится в октябре 2025 года   | Определится в октябре 2025 года   | Определится в октябре 2025 года   | Определится в октябре 2025 года   |
| Франция                 |                                   |                                   |                                   |                                   |
| Хорватия                | Марино Вргоч                      |                                   |                                   |                                   |
| Черногория              |                                   |                                   |                                   |                                   |

## Другие страны

### Возвращение
- Азербайджан — 16 августа 2025 года азербайджанский телевещатель İTV объявил о возвращении страны на конкурс после трёхлетнего отсутствия[8].
- Хорватия — 8 ноября 2024 года Томислав Штенгл, руководитель национального отбора «Dora», заявил, что страна заинтересована в возвращении на «Детское Евровидение» в 2025 году[34], при этом победитель «The Voice Kids Hrvatska», возможно, будет приглашён для участия в конкурсе[35]. Также Хорватия транслировала «Детское Евровидение — 2024» на канале HRT 2, что стало первой трансляцией конкурса в стране с 2014 года[36]. 16 декабря 2024 года хорватский телевещатель HRT опубликовал финансовый план на 2025 год, в котором было указано, что будут выделены 78 тысяч евро на участие в «Детском Евровидении — 2025»[37]. 16 апреля 2025 года было объявлено о возвращении страны на конкурс во время программы «Kod nas doma», а также был объявлен представитель страны на конкурсе — Марино Вргоч — победитель первого сезона «Голос. Дети. Хорватия»[32].
- Черногория — 23 июня 2025 года черногорский телевещатель RTCG объявил, что страна вернётся на конкурс после 9-летнего отсутствия[33].

### Возможное возвращение

#### Активные члены ЕВС
- Бельгия — 3 января 2025 года фламандский телевещатель VRT объявил, что страна не вернётся на конкурс в 2025 году из-за отсутствия необходимого бюджета[38]. Тем не менее, валлонский телевещатель RTBF ещё не сделал каких-либо заявлений относительно «Детского Евровидения — 2025».
- Латвия — Несмотря на то, что 7 января 2025 года латвийский вещатель LTV изначально подтвердил своё неучастие в конкурсе[39], 6 июня 2025 года порталу «Jauns.lv[латыш.]» было сообщено, что LTV по-прежнему рассматривает возможность возвращения в конкурс[40].
- Румыния — 17 июля 2025 года отдел по связям с общественностью румынского телевещателя TVR объявил, что решение по поводу участия страны на «Детском Евровидении — 2025» ещё не принято[41].
- Уэльс — 16 ноября 2024 года Ману, представительница Уэльса на «Детском Евровидении — 2018», заявила, что Уэльс «упустил возможность», не приняв участие в конкурсе 2024 года. Как она сказала в интервью валлийской телерадиокомпании S4C: «Я чувствую, что Уэльс упустил возможность продемонстрировать валлийский язык и молодые таланты на глобальном, современном уровне. Печально, что мы участвовали только дважды, прежде чем COVID-19 ударил и нарушил динамику». В ответ на слова певицы представитель S4C заявил, что решение британского телевещателя BBC, принятое в июне 2024 года, отказаться от участия в конкурсе «не дало S4C достаточно времени, чтобы изменить свои планы относительно участия в конкурсе»[42], что может означать, что если бы BBC объявила о своем решении раньше, S4C смогла бы вернуться на конкурс в 2024 году. Однако, 25 мая 2025 года валлийский телевещатель S4C заявил, что страна не будет участвовать на «Детском Евровидении — 2025»[43]. 20 июня 2025 года S4C в своём аккаунте в Instagram сообщил, что вопрос об участии страны на «Детском Евровидении — 2025» всё ещё рассматривается[44].

### Возможный дебют

#### Активные члены ЕВС
- Исландия — 2 января 2025 года Рунар Фрейр Гисласон, глава исландской делегации на «Евровидении», заявил, что исландский телевещатель RÚV всё еще рассматривает возможность дебюта на конкурсе, но неизвестно, когда это произойдёт[45]. Ранее исландский телевещатель RÚV заявлял, что страна не дебютировала на конкурсе из-за высоких расходов на участие в конкурсе[46]. Тем не менее, также было объявлено, что телевещатель хотел бы организовать национальный отбор на конкурс, в случае, если они решат на нём дебютировать[46].

### Несостоявшийся дебют

#### Активные члены ЕВС
- Австрия — 26 декабря 2024 года австрийский телевещатель ORF подтвердил, что страна не дебютирует на «Детском Евровидении — 2025»[47].
- Чехия — 30 декабря 2024 года чешский телевещатель ČT подтвердил, что страна не дебютирует на «Детском Евровидении — 2025», а также, что телевещатель не планирует участвовать в конкурсе в ближайшем будущем[48].

### Отказ

#### Активные члены ЕВС
- Великобритания — 11 июня 2025 года британский телевещатель BBC заявил, что страна не будет участвовать на «Детском Евровидении — 2025»[49].
- Германия — 7 марта 2025 года немецкий телевещатель KiKA подтвердил, что страна не будет участвовать на «Детском Евровидении — 2025»[50].
- Греция — 5 июня 2025 года греческий телевещатель EPT подтвердил, что страна не вернётся на конкурс в 2025 году[51].
- Дания — 11 декабря 2024 года Марлен Боэль, руководитель детского отдела датского телевещателя DR, заявила, что страна не вернётся на конкурс в 2025 году из-за желания телевещателя сосредоточиться на производстве собственных детских программ и мероприятий[52].
- Израиль — 26 декабря 2024 года израильский телевещатель Kan сообщил, что страна не вернётся на конкурс в 2025 году из-за высоких затрат, связанных с участием в конкурсе[53].
- Литва — Несмотря на то, изначально литовский телевещатель LRT планировал вернуться на конкурс и даже объявлял о планах создать детский совет для своего канала LRT vaikai, чтобы позволить детям обсудить, следует ли LRT организовывать национальный отбор для выбора представителя Литвы на «Детское Евровидение — 2025»[54], 24 июня 2025 года литовский телевещатель LRT заявил, что страна не вернётся на конкурс в 2025 году из-за высоких затрат на конкурс[55].
- Норвегия — Несмотря на то, что в январе 2024 года норвежский вещатель NRK объявил, что рассматривает возможность возвращения на конкурс в 2025 году после девятнадцатилетнего перерыва и в случае возвращения на «Детское Евровидение», национальный отбор «Melodi Grand Prix Junior» будет использован для выбора представителя[56], 25 июня 2025 года норвежский вещатель NRK заявил, что страна не вернётся на конкурс в 2025 году[57].
- Сербия — 15 августа 2025 года Сандра Перович, редактор развлекательных программ сербского телевещателя РТС, подтвердила, что страна не вернётся на конкурс в 2025 году по финансовым причинам[58].
- Словения — 11 июня 2025 года словенский телевещатель RTVSLO подтвердил, что страна не вернётся на конкурс в 2025 году[59].
- Швейцария — 2 марта 2025 года швейцарский телевещатель SRG SSR заявил, что страна не будет участвовать на «Детском Евровидении — 2025», так как телевещатель хочет сосредоточиться на проведении «Евровидения-2025»[60].
- Швеция — 4 января 2025 года шведский телевещатель SVT объявил, что страна не будет участвовать на «Детском Евровидении — 2025» из-за того, что телевещатель решил продолжить реализацию проектов, отличных от «Детского Евровидения»[61].
- Эстония — 11 декабря 2024 года эстонский телевещатель ERR объявил, что страна не будет участвовать на «Детском Евровидении — 2025» из-за сокращения бюджета телевещателя[62].

#### Ассоциированные члены ЕВС
- Австралия — 20 марта 2025 года австралийские вещатели ABC и SBS заявили, что страна не вернётся на конкурс в 2025 году[63][64].
- Казахстан — 12 июня 2025 года казахский телевещатель Хабар, что страна не будет участвовать на «Детском Евровидении — 2025» из-за высокой стоимости участия[65]. Тем не менее, Хабар также заявил, что телевещатель открыт для возвращения на конкурс в будущем[65].

### Неясный статус
Страны, ранее принимавшие участие в конкурсе, но не участвовавшие в конкурсе 2024 года и не подтвердившие своё участие в конкурсе 2025 года:
- Болгария
- Молдова

## Голосование и трансляция
Вещатели участвующих стран обязаны транслировать конкурс, а также они могут выбрать комментаторов, которые на месте или удалённо будут предоставлять комментарии и информацию для голосования своей местной аудитории. Кроме того, не участвующие вещатели также иногда транслируют конкурс. Помимо этого, Европейский вещательный союз будет проводить прямую трансляцию конкурса без комментариев на своём официальном канале в YouTube.
| Страна | Вещатель(-и) | Канал(-ы) | Комментатор(-ы) | Ист.   |
| ------ | ------------ | --------- | --------------- | ------ |
| Италия | RAI          | Rai 2     | Марио Акампа    | [ 66 ] |

| Страна   | Вещатель(-и) | Канал(-ы)       | Комментатор(-ы) | Ист.   |
| -------- | ------------ | --------------- | --------------- | ------ |
| Германия | ARD/ZDF      | KiKA            | будет объявлено | [ 67 ] |
| Литва    | LRT          | будет объявлено | будет объявлено | [ 55 ] |

## Национальные отборы
| Страна     | Отбор                                                    | Дата проведения  | Победитель | Ист.   |
| ---------- | -------------------------------------------------------- | ---------------- | ---------- | ------ |
| Албания    | «Festivali Mbarëkombëtar i Këngës për Fëmijë në Shkodër» | 1 июня 2025      | Крони Пула | [ 9 ]  |
| Грузия     | «Ranina 2025»                                            | будет объявлено  |            | [ 68 ] |
| Ирландия   | «Junior Eurovision Éire 2025»                            | будет объявлено  |            | [ 69 ] |
| Нидерланды | «Junior Songfestival 2025»                               | 20 сентября 2025 |            | [ 20 ] |
| Украина    | «Нацвідбір на Дитяче Євробачення-2025»                   | октябрь 2025     |            | [ 30 ] |